# Fals culpable (pel·lícula de 2012)
Fals culpable (títol original en francès, Faux Coupable) és un telefilm francobelga dirigit per Didier Le Pêcheur i emès el 10 d'octubre de 2012 a France 2. S'ha doblat al català.

## Sinopsi
La Louise és assetjada per un amant d'una nit perquè està convençut que és la dona de la seva vida.

## Repartiment
- Aurélien Recoing: Daniel Varini
- Marianne Basler: Isabelle Varini
- Emma de Caunes: Lena Hemont
- Lola Naymark: Louise Varini
- Guillaume Gouix: Jordan d'Artois
- Danièle Denie: Catherine
- Jackie Berroyer: el pare d'en Jordan
- Marie-Pierre Casey